# 佩列尼夫卡
49°25′56″N 24°36′55″E / 49.43222°N 24.61528°E

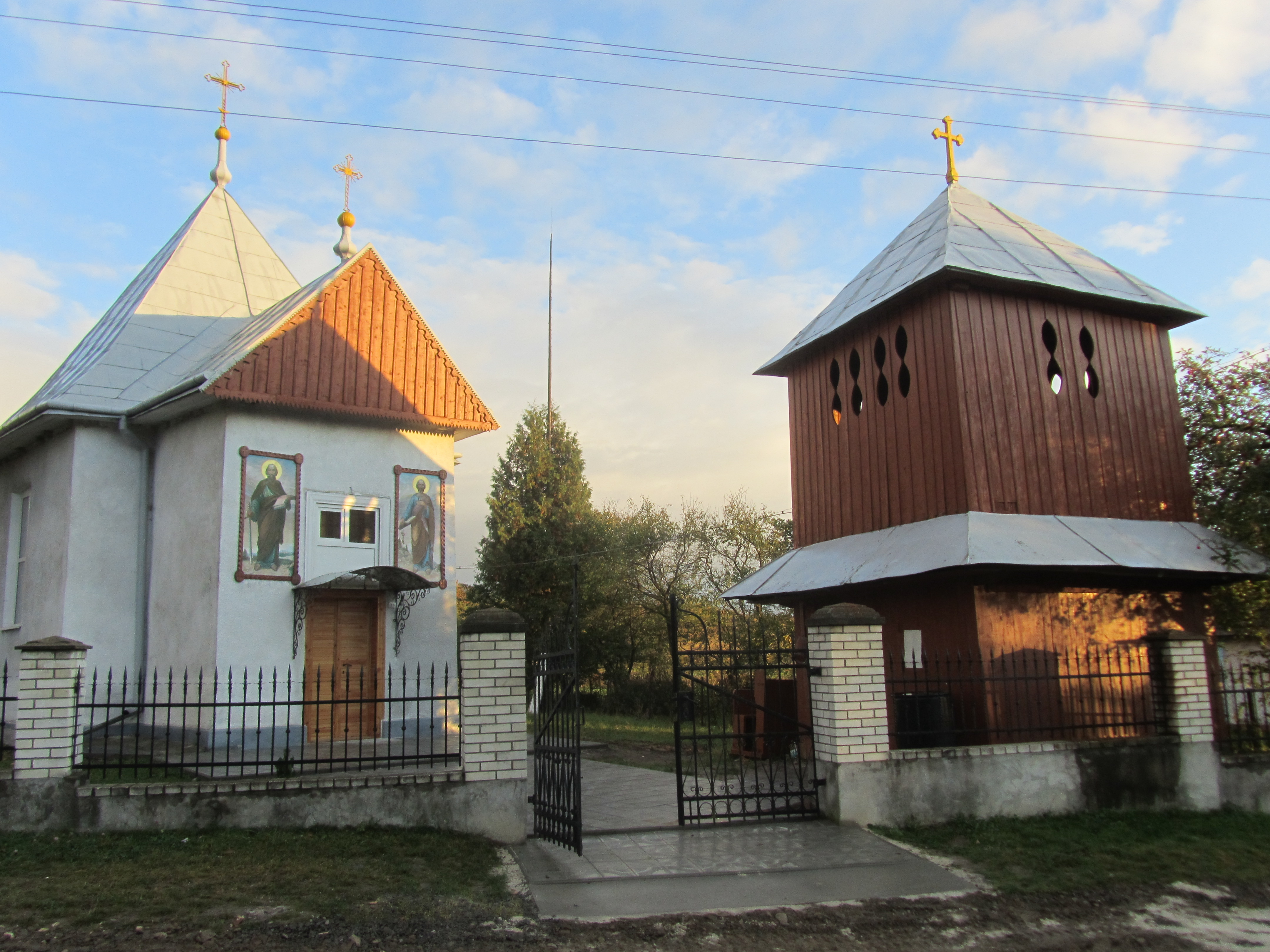

佩列尼夫卡（烏克蘭語：Перенівка），是烏克蘭西部的村莊，隸屬伊萬諾-弗蘭科夫斯克州的伊萬諾-弗蘭科夫斯克區。該村始建於1979年，面積4.33平方公里，2001年人口163，人口密度每平方公里37.7人。